# EV軽バン
EV軽バン（イーブイ けいバン）は、二次電池式電気自動車（BEV）の小型貨物自動車登録の軽ワンボックスバンである。

## 歴史

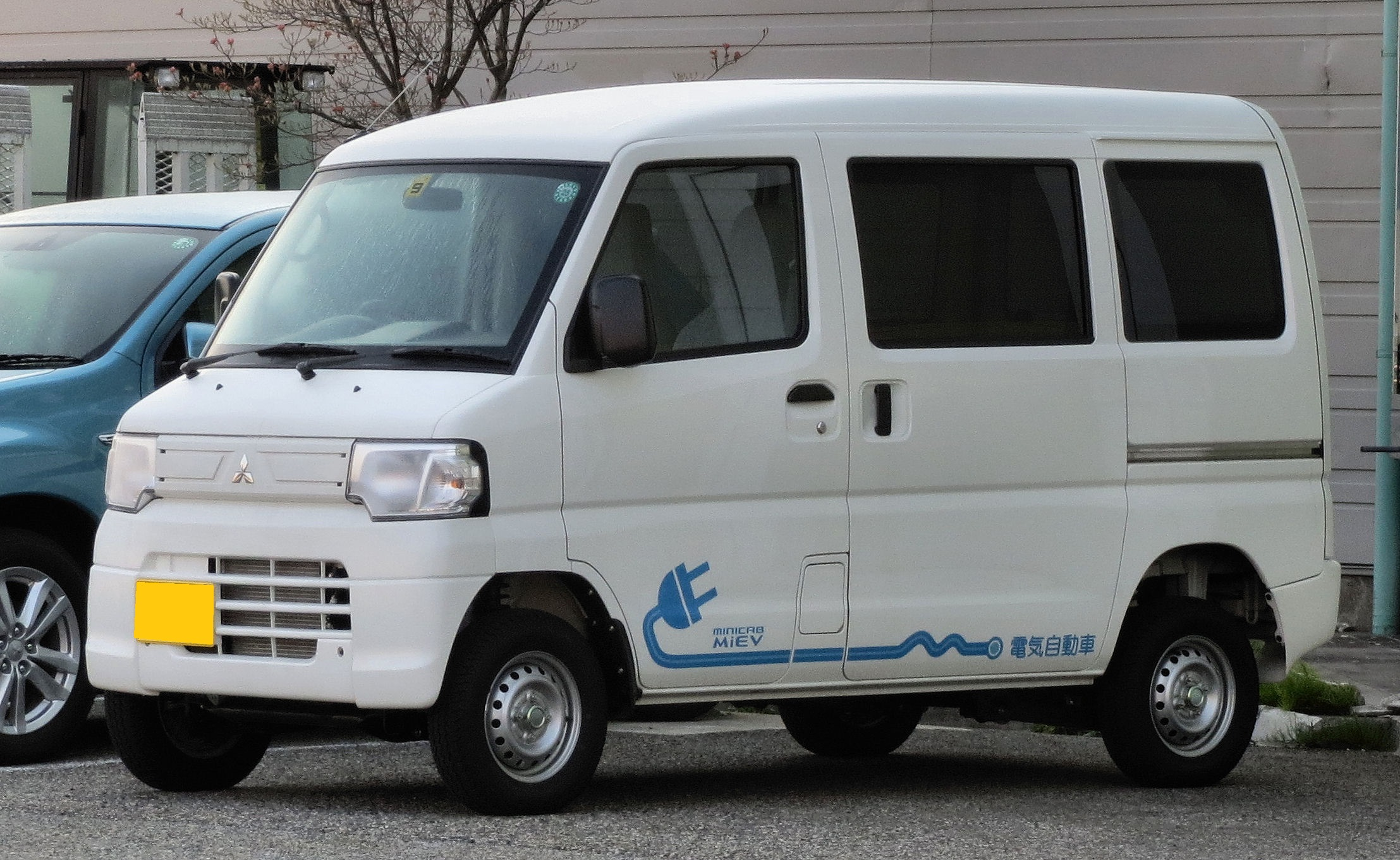
ミニキャブ・ミーブ

- 1970年 - ダイハツが「ハイゼットバンBEV」を発売[1]。
- 1994年 - ダイハツが「ハイゼットバンBEV」をフルモデルチェンジ[1]。
- 1995年 - スバルが「サンバー EV」を発売[2]。
- 1999年 - 8月にスズキが「エブリイ電気自動車」を発売[3]。型式はD-DA52V改、LE-DA62V改、GBD-DA64V改だった。
- 2000年 - 12月4日にスバルが「サンバーEV」をフルモデルチェンジし発売。サンバーの6代目をベースとした[4]。
- 2001年 - ゼロスポーツが「ゼロEVセラビュー」を発売。車両はサンバーがベースだった。
- 2005年 - ダイハツが「ハイゼットカーゴBEV」を発売[1]。
- 2011年 - 三菱自動車が「ミニキャブ・ミーブ」を発売。
- 2012年 - ダイハツが「ハイゼットカーゴBEV」の実証実験開始[1]。
- 2012年 - スズキが「EVエブリイ」の生産開始をした。ミニキャブミーブのOEMで、12台のみ生産されたが販売はされなかった[3]。
- 2022年 - スズキ、ダイハツ、トヨタとCJPTが新型バッテリEV商用軽バンを3社共同開発すると発表。ダイハツ生産で2023年度内導入を目標にした[5]。
- 2023年 - 三菱自動車が「ミニキャブEV」を発売。ミニキャブミーブの後継機種である。
  - 同年5月、前記の共同開発4社によって「eエブリイコンセプト」が広島G7サミットで初公開された。
  - 同年5月、ASFが「ASF・2.0」を発売[6]。上汽通用五菱汽車が製造を担当している。
- 2024年 - 日産自動車が「クリッパーEV」を発売。ミニキャブEVのOEMである。
  - 同年10月、ホンダの「N-VAN e:」が発売予定となっている。

## 現行車種
- 三菱・ミニキャブEV
  - 日産・クリッパーEV（※ミニキャブEVのOEM）
- ASF・2.0